# Sato Yuya
Yuya Satō (佐藤 優也 Satō Yūya, sinh ngày 10 tháng 2 năm 1986 ở Chiba, Nhật Bản) là một cầu thủ bóng đá người Nhật Bản hiện tại thi đấu cho JEF United Chiba (formerly Giravanz Kitakyushu, Ventforet Kofu, Consadole Sapporo và Tokyo Verdy).

## Thống kê sự nghiệp
Cập nhật đến ngày 10 tháng 12 năm 2017.
| Thành tích câu lạc bộ | Thành tích câu lạc bộ | Thành tích câu lạc bộ | Giải vô địch | Giải vô địch | Cúp                   | Cúp                   | Cúp Liên đoàn | Cúp Liên đoàn | Tổng cộng | Tổng cộng |
| Mùa giải              | Câu lạc bộ            | Giải vô địch          | Số trận      | Bàn thắng    | Số trận               | Bàn thắng             | Số trận       | Bàn thắng     | Số trận   | Bàn thắng |
| Nhật Bản              | Nhật Bản              | Nhật Bản              | Giải vô địch | Giải vô địch | Cúp Hoàng đế Nhật Bản | Cúp Hoàng đế Nhật Bản | Cúp Liên đoàn | Cúp Liên đoàn | Tổng cộng | Tổng cộng |
| --------------------- | --------------------- | --------------------- | ------------ | ------------ | --------------------- | --------------------- | ------------- | ------------- | --------- | --------- |
| 2004                  | Ventforet Kofu        | J2 League             | 3            | 0            | 0                     | 0                     | -             | -             | 3         | 0         |
| 2005                  | Ventforet Kofu        | J2 League             | 2            | 0            | 0                     | 0                     | -             | -             | 2         | 0         |
| 2006                  | Ventforet Kofu        | J1 League             | 0            | 0            | -                     | -                     | 0             | 0             | 0         | 0         |
| 2006                  | Consadole Sapporo     | J2 League             | 6            | 0            | 4                     | 0                     | -             | -             | 10        | 0         |
| 2007                  | Consadole Sapporo     | J2 League             | 1            | 0            | 1                     | 0                     | -             | -             | 2         | 0         |
| 2008                  | Consadole Sapporo     | J1 League             | 15           | 0            | 1                     | 0                     | 5             | 0             | 21        | 0         |
| 2009                  | Consadole Sapporo     | J2 League             | 5            | 0            | 0                     | 0                     | -             | -             | 5         | 0         |
| 2010                  | Consadole Sapporo     | J2 League             | 3            | 0            | 1                     | 0                     | -             | -             | 4         | 0         |
| 2011                  | Giravanz Kitakyushu   | J2 League             | 37           | 0            | 2                     | 0                     | -             | -             | 39        | 0         |
| 2012                  | Giravanz Kitakyushu   | J2 League             | 42           | 0            | 1                     | 0                     | -             | -             | 43        | 0         |
| 2013                  | Tokyo Verdy           | J2 League             | 42           | 0            | 2                     | 0                     | -             | -             | 44        | 0         |
| 2014                  | Tokyo Verdy           | J2 League             | 34           | 0            | 0                     | 0                     | -             | -             | 34        | 0         |
| 2015                  | Tokyo Verdy           | J2 League             | 41           | 0            | 1                     | 0                     | -             | -             | 42        | 0         |
| 2016                  | JEF United Chiba      | J2 League             | 37           | 0            | 1                     | 0                     | -             | -             | 38        | 0         |
| 2017                  | JEF United Chiba      | J2 League             | 35           | 0            | 1                     | 0                     | -             | -             | 36        | 0         |
| Tổng cộng sự nghiệp   | Tổng cộng sự nghiệp   | Tổng cộng sự nghiệp   | 303          | 0            | 15                    | 0                     | 5             | 0             | 323       | 0         |